# Dominikana na Mistrzostwach Świata w Lekkoatletyce 2009
Dominikana na Mistrzostwach Świata w Lekkoatletyce 2009 – reprezentacja Dominikany podczas czempionatu w Berlinie liczyła 8 zawodników. Nie zdobyła żadnego medalu.

## Występy reprezentantów Dominikany

### Mężczyźni
| Konkurencja                | Zawodnik                                                              | Eliminacje | Eliminacje | Ćwierćfinał   | Ćwierćfinał   | Półfinał      | Półfinał      | Finał         | Finał         |
| Konkurencja                | Zawodnik                                                              | Wynik      | Poz.       | Wynik         | Poz.          | Wynik         | Poz.          | Wynik         | Poz.          |
| -------------------------- | --------------------------------------------------------------------- | ---------- | ---------- | ------------- | ------------- | ------------- | ------------- | ------------- | ------------- |
| Bieg na 100 m              | Carlos Jorge                                                          | 10,73      | 63.        | Nie awansował | Nie awansował | Nie awansował | Nie awansował | Nie awansował | Nie awansował |
| Bieg na 400 m              | Arismendy Peguero                                                     | 46,13      | 29.        |               |               | Nie awansował | Nie awansował | Nie awansował | Nie awansował |
| Bieg na 400 m              | Alvin Harrison                                                        | 46,67      | 35.        |               |               | Nie awansował | Nie awansował | Nie awansował | Nie awansował |
| Bieg na 400 m przez płotki | Félix Sánchez                                                         | 48,76 SB   | 5.         |               |               | 48,34 SB      | 4.            | 50,11         | 8.            |
| Sztafeta 4 x 400 m         | Arismendy Peguero Yon Soriano Yoel Tapia Félix Sánchez Gustavo Cuesta | 3;02,75    | 7.         |               |               |               |               | 3:02,47       | 6.            |

| Konkurencja | Zawodnik     | Kwalifikacje | Kwalifikacje | Finał         | Finał         |
| Konkurencja | Zawodnik     | Wynik        | Poz.         | Wynik         | Poz.          |
| ----------- | ------------ | ------------ | ------------ | ------------- | ------------- |
| Skok w dal  | Carlos Jorge | NM           |              | Nie awansował | Nie awansował |

### Kobiety
| Konkurencja                | Zawodniczka   | Eliminacje | Eliminacje | Półfinał       | Półfinał       | Finał          | Finał          |
| Konkurencja                | Zawodniczka   | Wynik      | Poz.       | Wynik          | Poz.           | Wynik          | Poz.           |
| -------------------------- | ------------- | ---------- | ---------- | -------------- | -------------- | -------------- | -------------- |
| Bieg na 400 m przez płotki | Yolanda Osana | 59,18      | 33.        | Nie awansowała | Nie awansowała | Nie awansowała | Nie awansowała |